# F.F.O
F.F.O（Future For One） 是台灣踢帕娛樂旗下七人男子音樂組合，為選秀節目《原子少年2》冠軍出道團，成員由鈞嘉、俊希、小新、彥旭、勝銘、至琦及日本籍加藤琉士所組成。2024年12月28日於原少A2畢業演唱會公開團名及出道曲。

## 官方設定

### 團名含義
團名『F.F.O』為天體「Farfarout」的縮寫，是迄今發現太陽系中最遙遠的小行星，也象徵著最遙遠的男孩帶著勇氣與熱情來到粉絲身邊。
團名全稱為『Future For One』，「Future」象徵少年們對未來的憧憬和對夢想的追求，「For」代表少年們的每一分努力都是為了一直支持陪伴著我們的粉絲，「One」則期許無論在音樂風格還是青春魅力上都是無可取代的，永遠是粉絲心中獨一無二的存在。

### 粉絲名
官方粉絲名稱為「Backpack バックパック」，如同F.F.O出道舞台時，男孩們身後的小背包一樣，無論未來任何挑戰，背包裡裝著粉絲滿滿的愛與支持，帶著這份勇氣，陪伴著F.F.O一起冒險！

### 應援色
官方應援色（代表色）為「黃色」，象徵青春活力與無限可能，用熱情點亮每一刻美好，讓每個瞬間都充滿力量。

## 成員列表
| 藝名     | 藝名           | 本名     | 出生日期/出生地       | 隊內擔當   |
| 中文     | 日文           | 本名     | 出生日期/出生地       | 隊內擔當   |
| -------- | -------------- | -------- | --------------------- | ---------- |
| 鈞嘉     | ジュンジャ     | 張鈞嘉   | 2004年11月23日 高雄市 | 主唱       |
| 俊希     | ジュンシ       | 陳治源   | 2004年12月18日 台中市 | 主唱       |
| 小新     | シャオシン     | 吳硯新   | 2006年7月21日 台北市  | 領舞、門面 |
| 彥旭     | イェンシュ     | 陳彥旭   | 2007年1月25日 苗栗縣  | 領唱、門面 |
| 勝銘     | センミン       | 胡勝銘   | 2007年7月15日 台北市  | 隊長、主舞 |
| 加藤琉士 | カトウリュウシ | 加藤琉士 | 2009年8月23日 日本    | 主舞、Rap  |
| 至琦     | ヅーチー       | 陳至琦   | 2010年11月22日 新北市 | ACE、忙內  |

## 發展沿革

### 節目時期

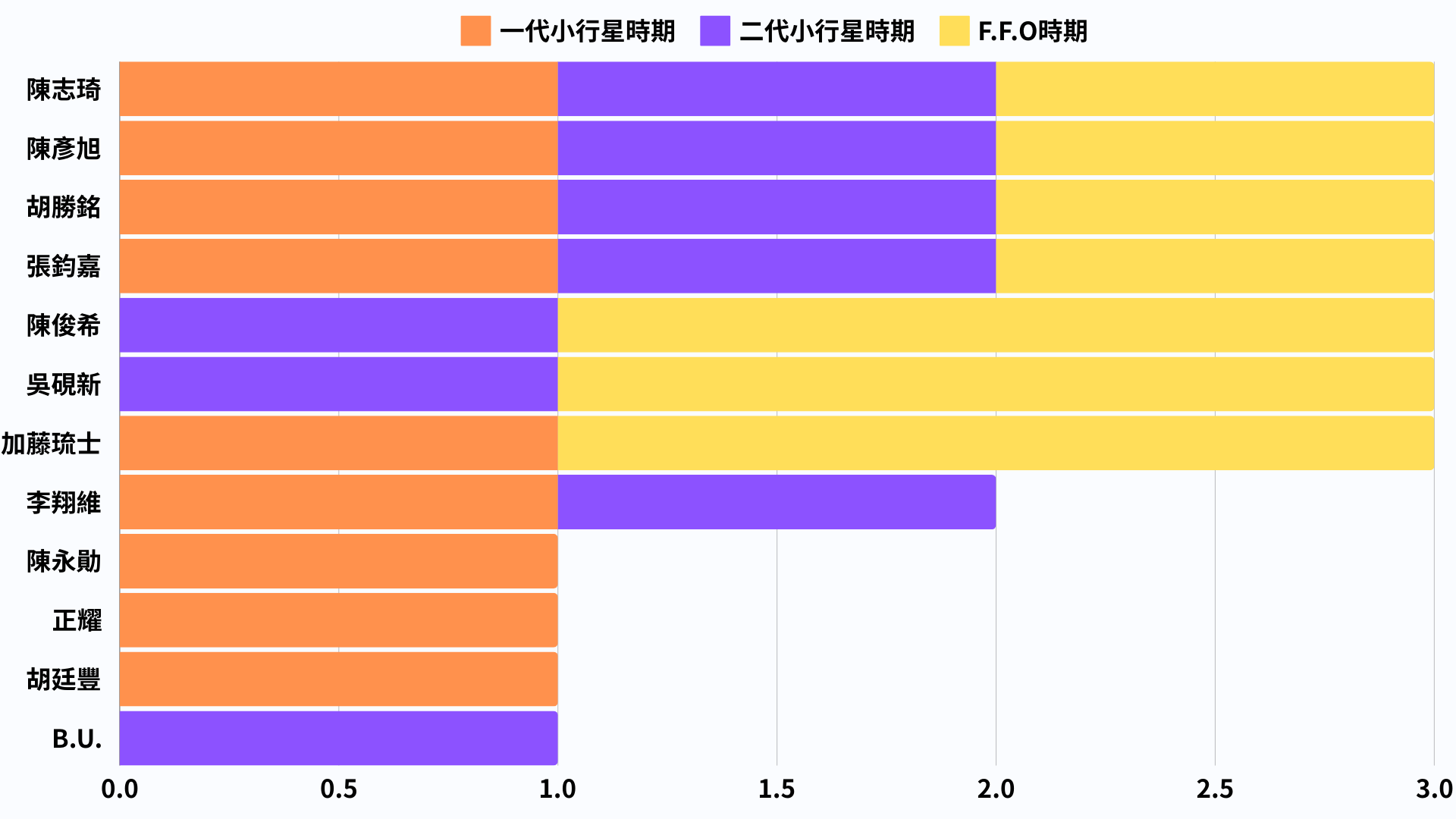
小行星團體歷程成員演變

2024年6月11日公布小行星九位成員分別為加藤琉士、正耀、至琦、李翔維、胡廷豐、胡勝銘、張鈞嘉、陳永勛及陳彥旭
6月21日公開團體形象片及成員公式照
8月22日上架小行星分團影片，同月24日節目正式開播，歷經賽制中黑洞、宇宙大爆炸等成員變動，
最終總決賽張鈞嘉、陳俊希、小新、陳彥旭、胡勝銘及至琦六人獲得原子少年2總冠軍，成為冠軍出道團。

### 成團出道
2024年12月26日經紀公司透過新聞稿公布加藤琉士加入冠軍團，同月28日於原子少年2畢業演唱會公開團名及出道曲正式出道，同月31日宣布擔任滑雪中毒者品牌代言人同時預告2025年於日本培訓出道。
2025年1月19日出道單曲〈腦袋漂流記〉數位上架發行，同時公布粉絲名稱及應援色
2025年5月12日發布出道單曲〈腦袋漂流記〉MV

## 音樂作品

### 數位單曲
- 2025-01-19腦袋漂流記[18]

### 迷你專輯
- 2025-06-06《Future For One》[19]

## 外部連結
- F.F.O的Facebook帳戶
- F.F.O的Instagram帳戶
- YouTube上的F.F.O頻道